# Skulpturenensemble Moltkeplatz Essen

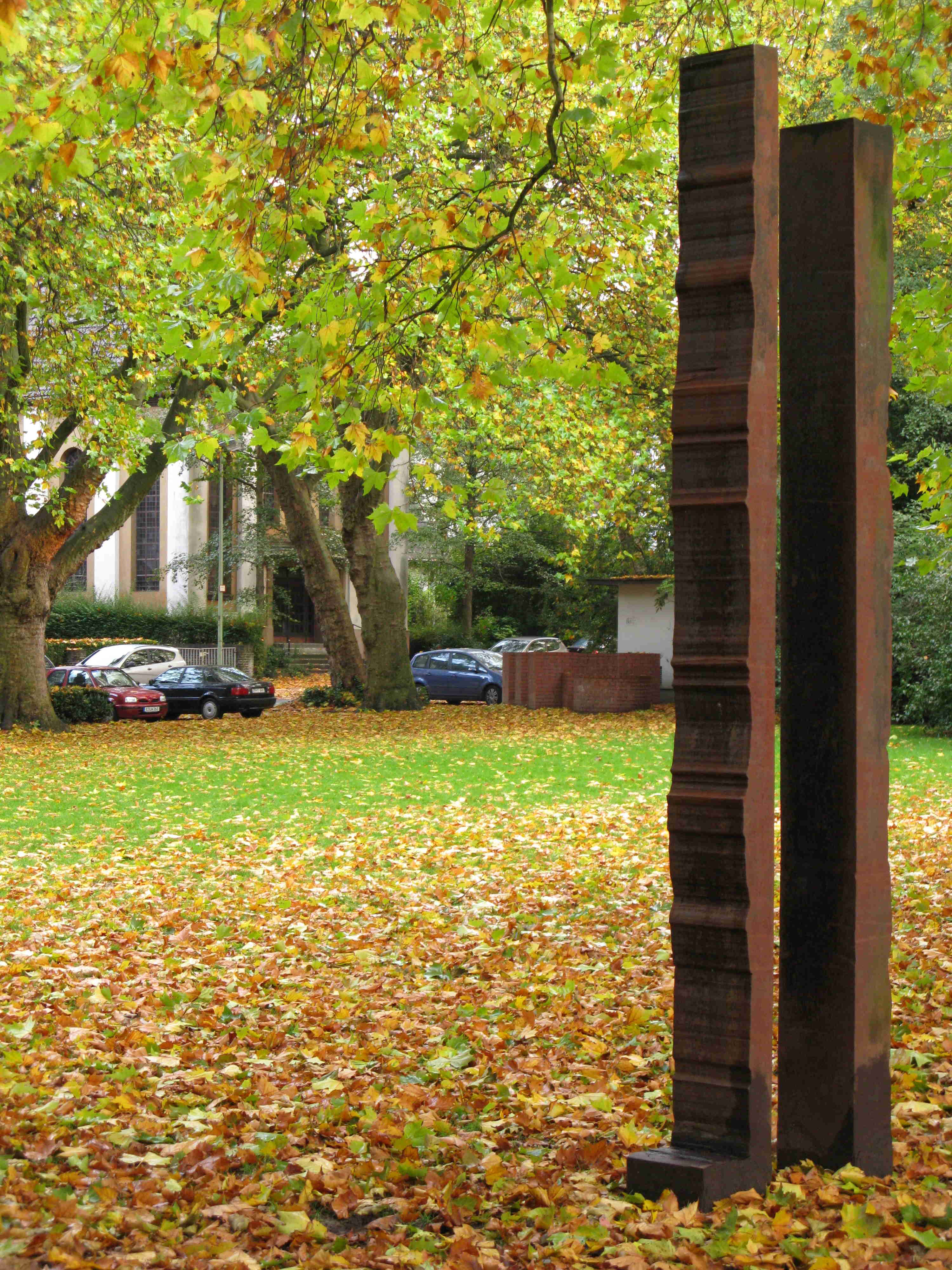
Moltkeplatz met Paarweise van Ansgar Nierhoff

Skulpturenensemble Moltkeplatz Essen is een collectie beeldhouwwerken op de Moltkeplatz in de Duitse stad Essen (Noordrijn-Westfalen).

## Geschiedenis
In 1981 werd door de galeriehouder Jochen Krüper uit Essen en de voormalige directeur van het Skulpturenmuseum Glaskasten uit Marl een kunstcollectie voor de Moltkeplatz samengesteld. Het project is geadopteerd door de buurtbewoners, die de vereniging Kunst am Moltkeplatz (KaM) hebben opgericht tot onderhoud en instandhouding van de collectie. Met ingang van 2010 worden in het kader van het project Junge Kunst am Moltkeplatz wisseltentoonstellingen gehouden. Naast de geadopteerde werken bevinden zich in de wijk Moltkeviertel nog enkele andere kunstwerken.

## Collectie
- Heinz Breloh : Lebensgröße (1994)
- Christa Feuerberg : Ohne Titel - Bodenarbeit (1990)
- Christian Forsen : Nachhaltiger Vogel
- Hannes Forster : Eine echte falsche Geschichte (1990)
- Gloria Friedmann : Denkmal (1990)
- Lutz Fritsch : EIN-STAND (1990)
- Friedrich Gräsel : Hannover Tor (1978/81)
- Ansgar Nierhoff : Paarweise (1988)
- Ulrich Rückriem : Ohne Titel (1983)

In de onmiddellijke nabijheid bevinden zich de navolgende, niet tot de collecte behorende, werken:
- Horst Antes : Kopf 73 (1973) - Moltkestraße
- Friedrich Gräsel : Ohne Titel (1974) - Manteuffelstraße
- Karl Ulrich Nuss : Figur - Semperstraße
- George Rickey : Two Line Up Excentric (1972)
- Wolfgang Schmidt : Ruhr Figur (nr.21/100) - Molkeplatz 38
- Jo Schöpfer : Stele - Moltkeplatz

## Fotogalerij Moltkeplatz

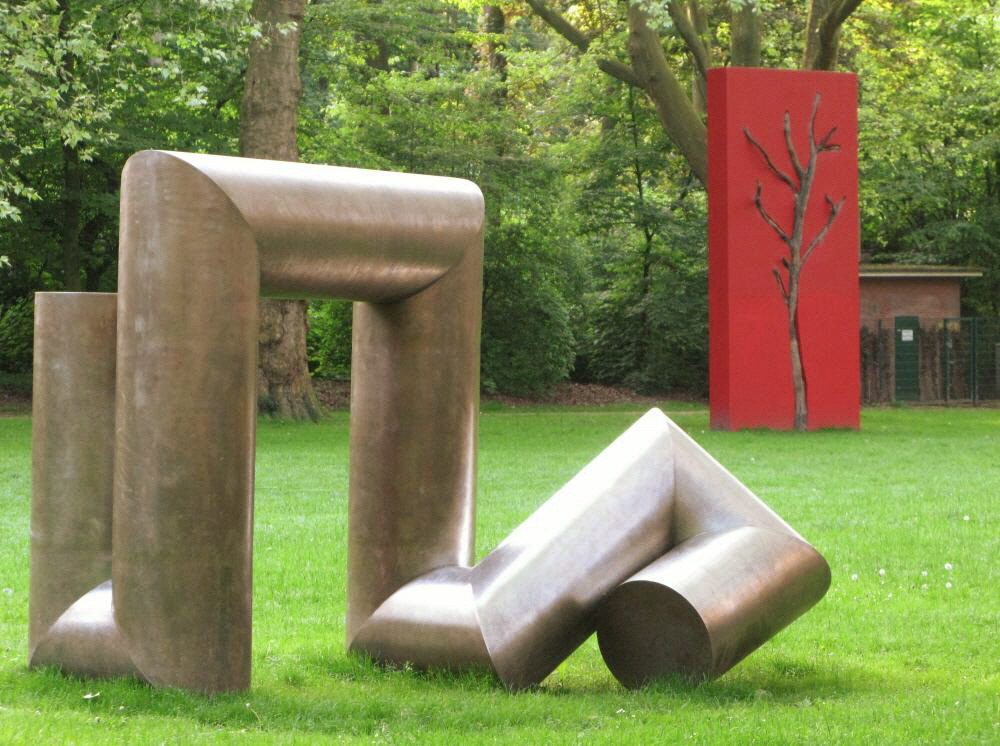
Hannover Tor en Denkmal
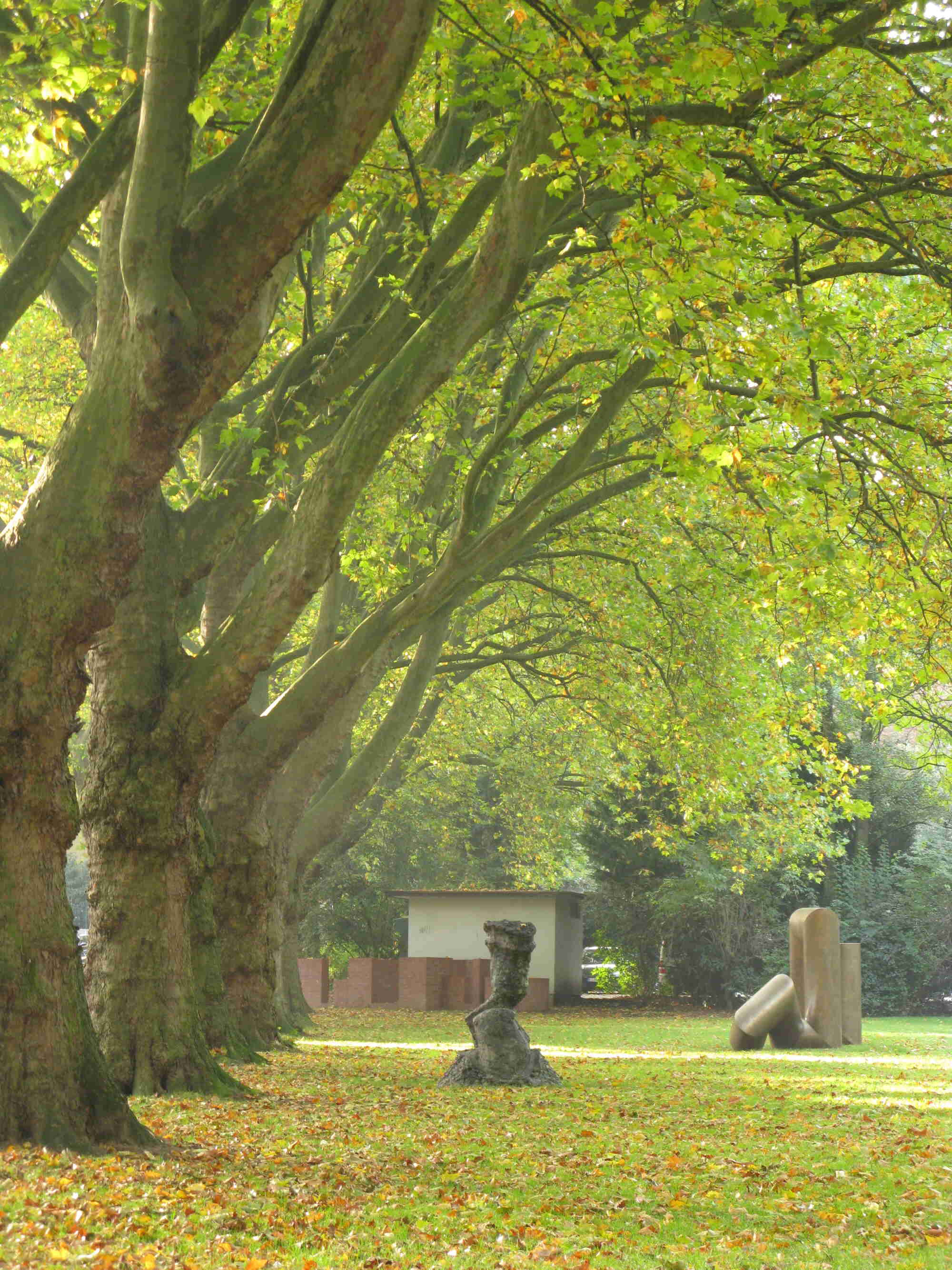
Lebensgröße, Hannover Tor en Éine echte falsche Geschichte
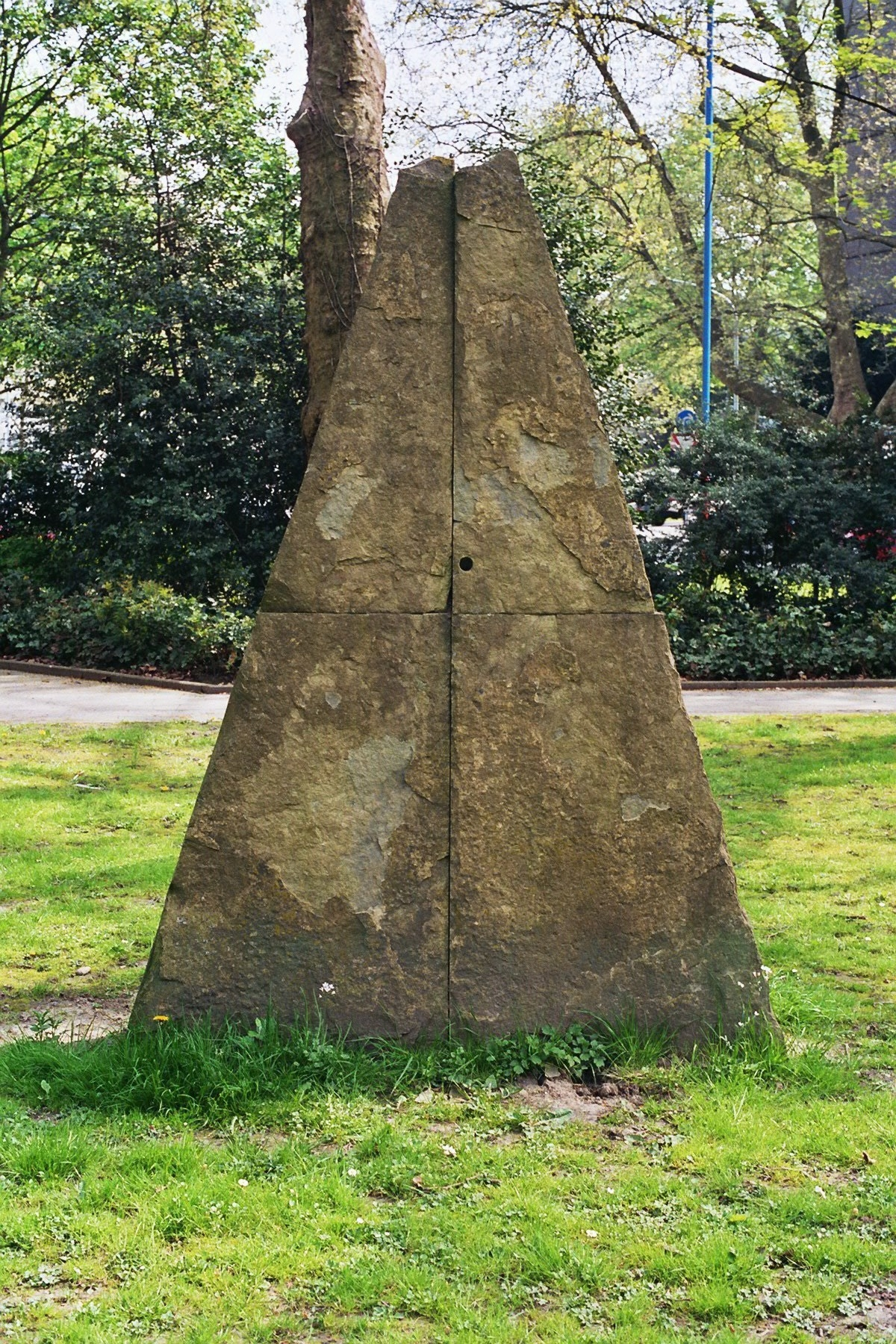
Ohne Titel van Ulrich Rückriem
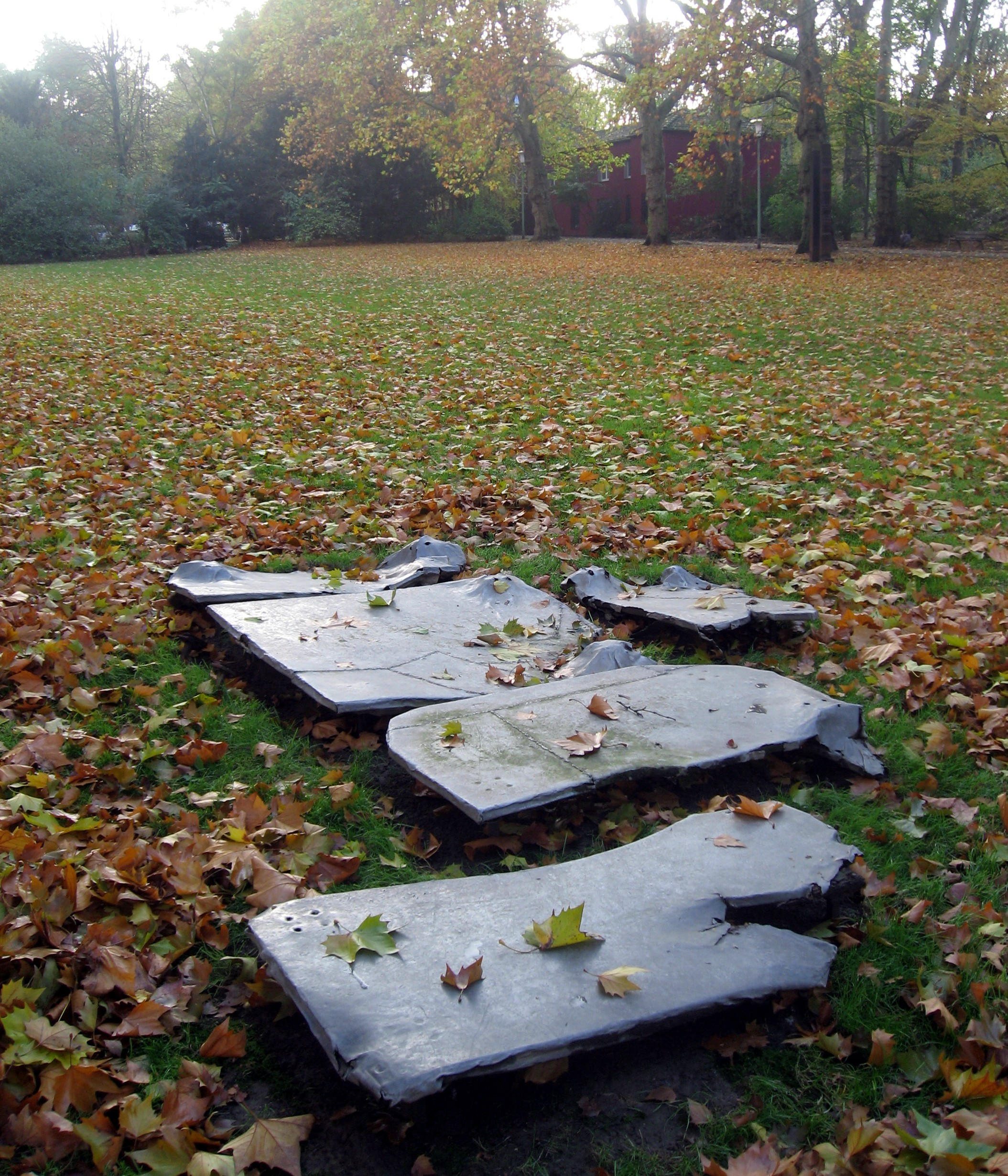
Ohne Titel van Christa Feuerberg
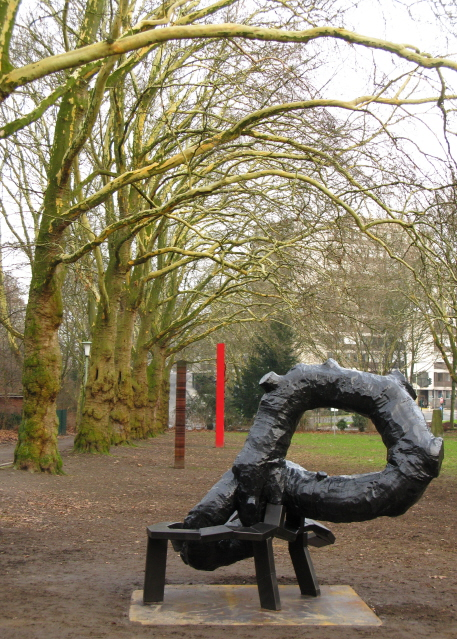
Nachhaltiger Vogel van Christian Forsen
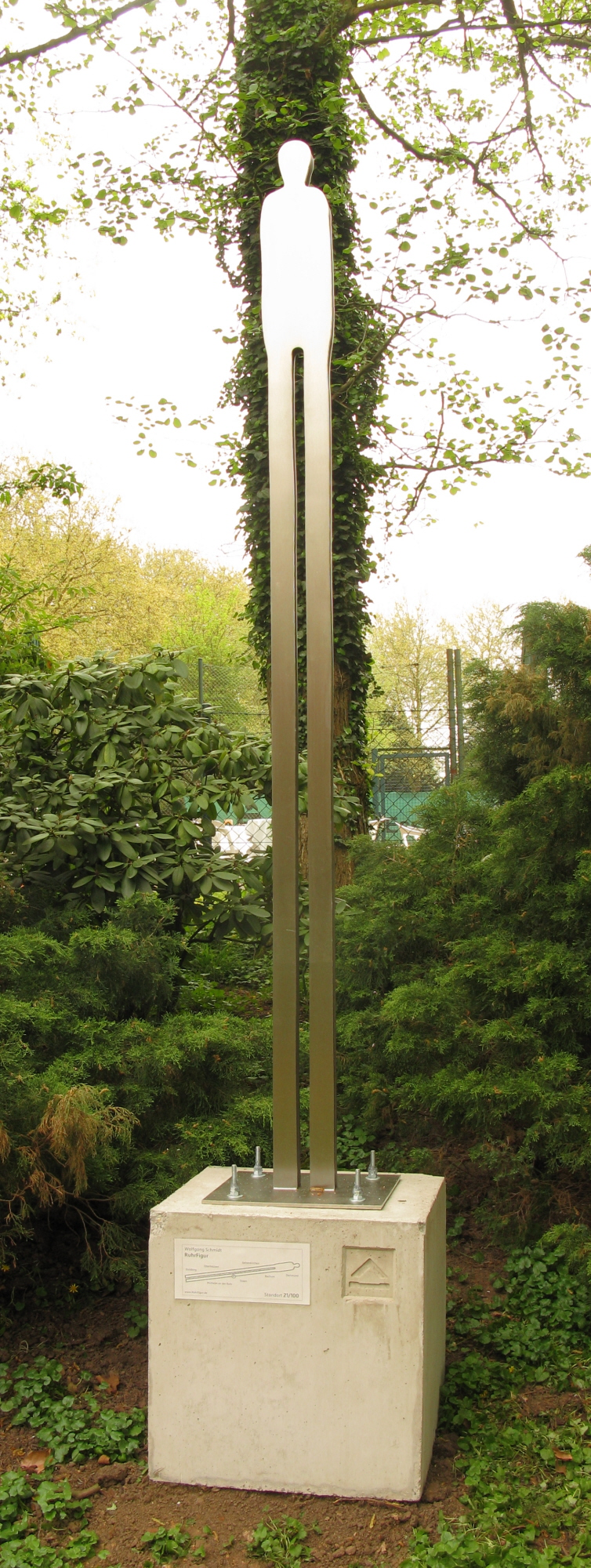
Ruhr Figur van Wolfgang Schmidt
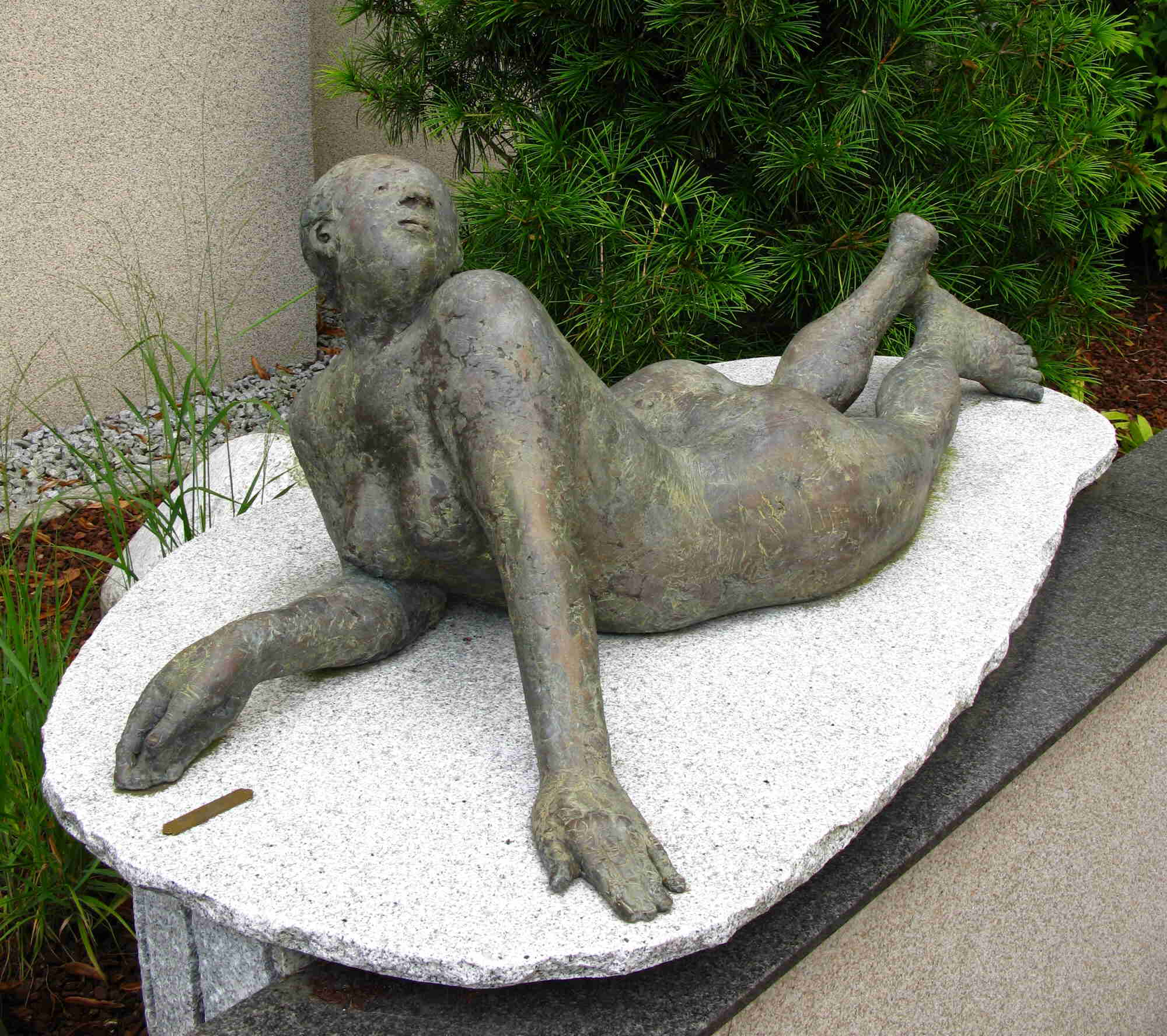
Figur van Karl Ulrich Nuss